# Urmensch-Museum

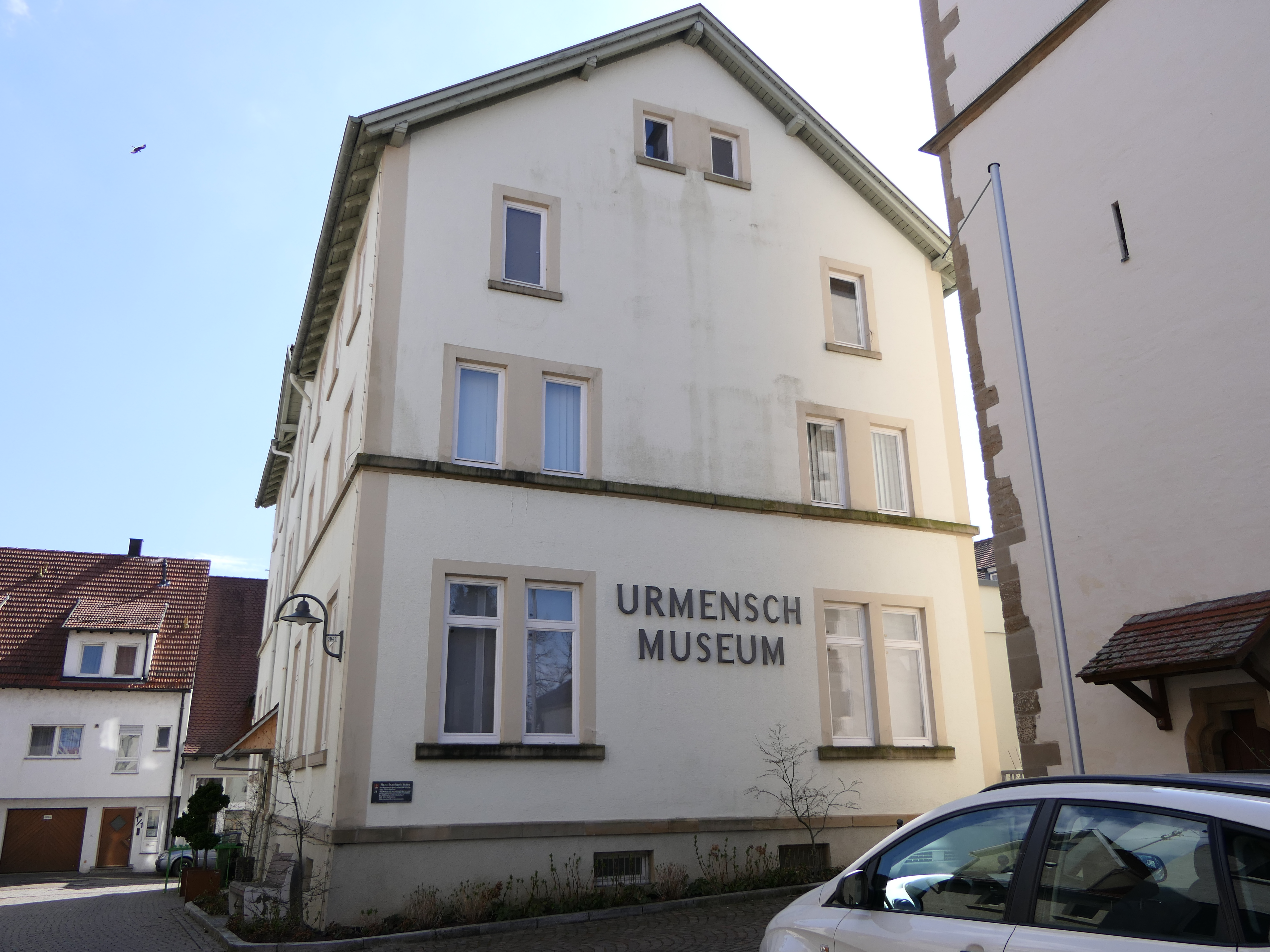
Urmensch-Museum in Steinheim

Das Urmensch-Museum ist ein Museum in Steinheim an der Murr, das am 31. Mai 1968 eingeweiht wurde. Das Museum ist eine Zweigstelle des Staatlichen Museums für Naturkunde Stuttgart. Das wichtigste und namensgebende Exponat ist eine Nachbildung des Urmenschen-Schädels des Homo steinheimensis, der 1933 in Steinheim gefunden wurde und etwa 400.000 Jahre alt ist. Weitere Ausstellungsexponate und Themen sind die Geologie und Tierwelt aus Steinheim und Umgebung von der Altsteinzeit bis zur Würmeiszeit.

## Lage

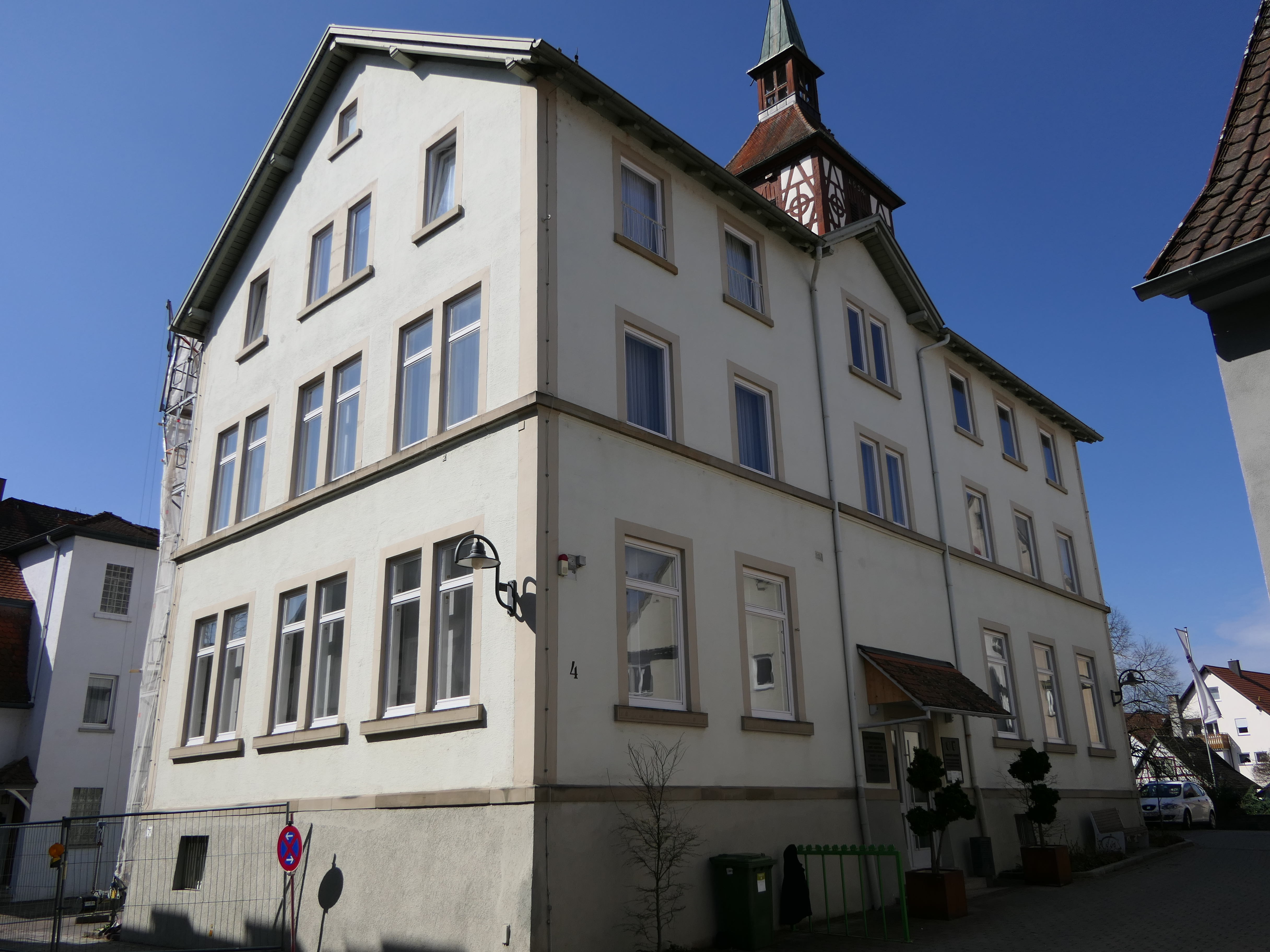
Urmensch-Museum, Ansicht von Osten

Das Museum befindet sich im Hans-Trautwein-Haus am Kirchplatz 4 in Steinheim. Das nach Hans Trautwein (Schultheiß in Steinheim 1600–1614 und 1626–1634) benannte Gebäude hatte bis 1963 als Schulhaus gedient, von 1965 bis 1980 beherbergte es die Stadtbücherei.

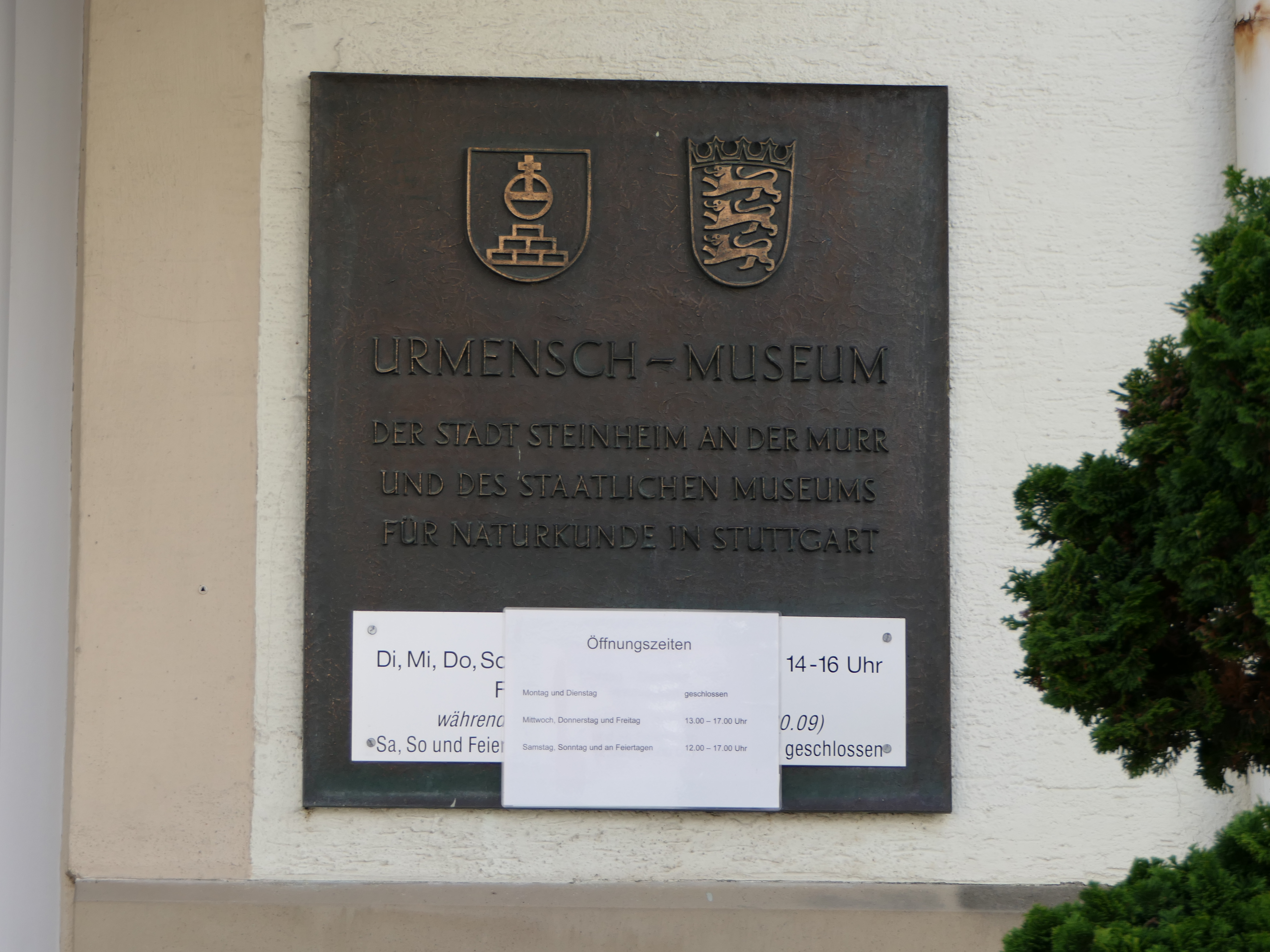
Bronzetafel am Eingang mit Wappen
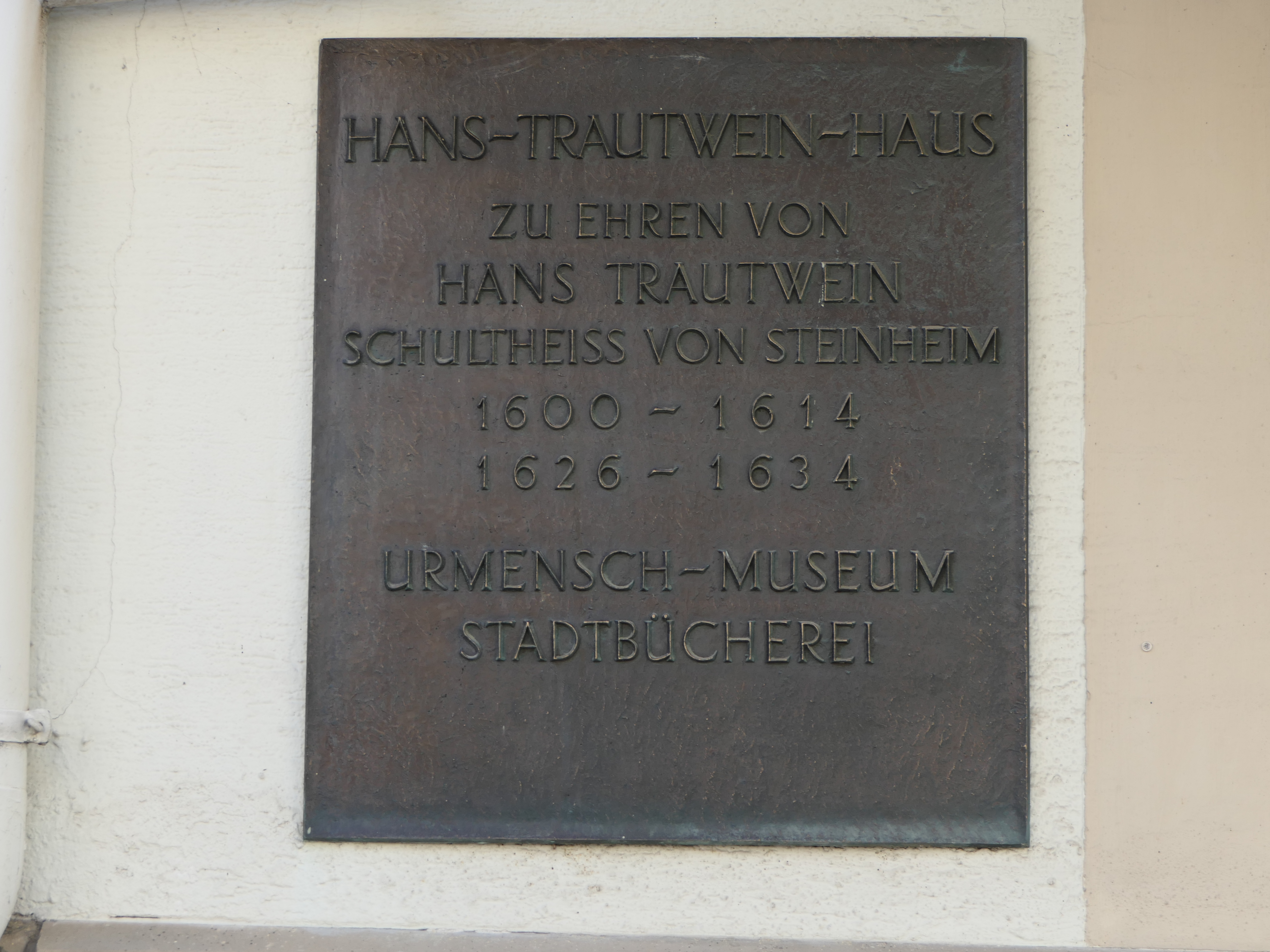
Bronzetafel zu Ehren von Hans Trautwein

## Ausstellung

### Homo steinheimensis

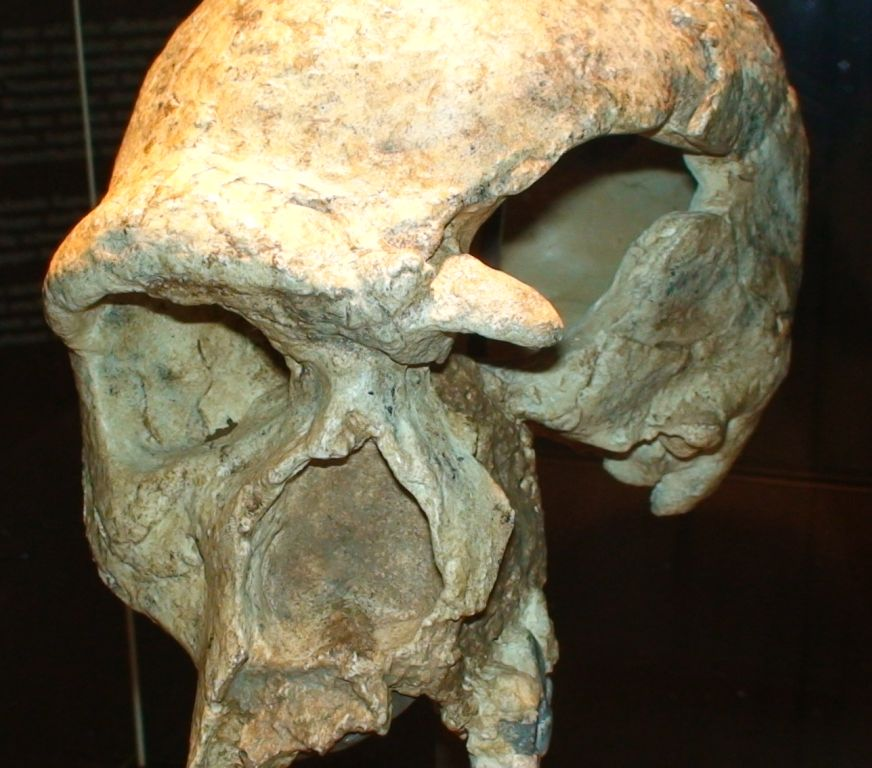
Nahansicht des Exponats

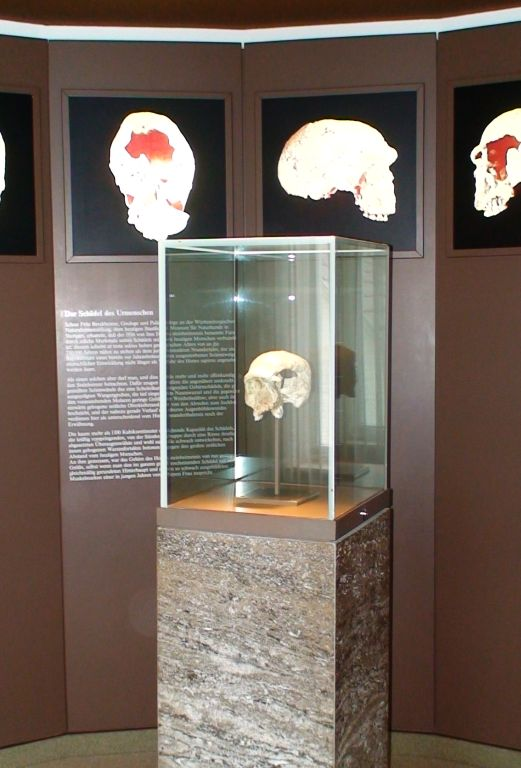
Vitrine mit der Schädelkopie

Hauptausstellungsstück ist die Schädelkopie des „Steinheimer Urmenschen“. Der Schädel wurde am 24. Juli 1933 in der Mitte einer 15 Meter hohen Kieswand der Sigristschen Kiesgrube von Karl Sigrist (1901–1972), dem Juniorchef, beim Kiesabbau gefunden. Die Ausgrabung wurde von Fritz Berckhemer vorgenommen. Der Originalfund ruht heute im Museum am Löwentor in Stuttgart in einem Stahlschrank.
Der Schädel stammt von einer circa 25 Jahre alten Frau, die vor rund 400.000 Jahren lebte. Beschädigungen an der linken Schädelseite und an der Schädelbasis gaben früher zu der Vermutung Anlass, dass die Frau möglicherweise erschlagen wurde. Nach neueren gerichtsmedizinischen Untersuchungen haben die Beschädigungen jedoch natürliche Ursachen. Aufnahmen im Computertomographen ergaben, dass die Frau an einem Meningeom litt, einem gutartigen Gehirntumor.
Die Bezeichnung Homo steinheimensis besagt nach heutigem Verständnis nur, dass der Schädel in Steinheim gefunden wurde. Es ist keine Bezeichnung einer bestimmten Menschenart. Die Einordnung in die Stammesgeschichte des Menschen ist bis heute umstritten. Das Fossil wird häufig der Art Homo heidelbergensis zugerechnet, andererseits auch als Vorläufer des Neandertalers interpretiert. Gewisse Merkmale des Neandertalers sind allerdings nur undeutlich ausgeprägt.
Seit dem 5. November 2017 steht ein lebensecht wirkendes Körpermodell der Steinheim-Frau als weitere Hauptattraktion im Museum.

### Großsäuger

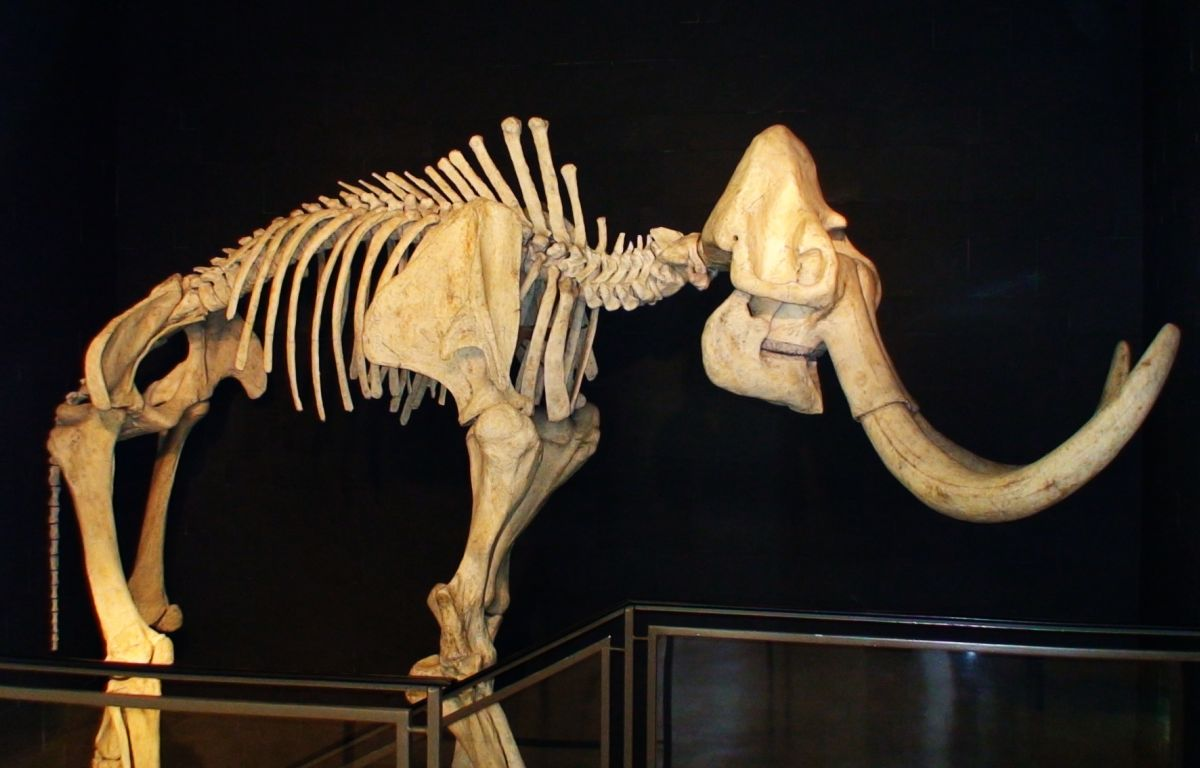
Steinheimer Steppenelefant

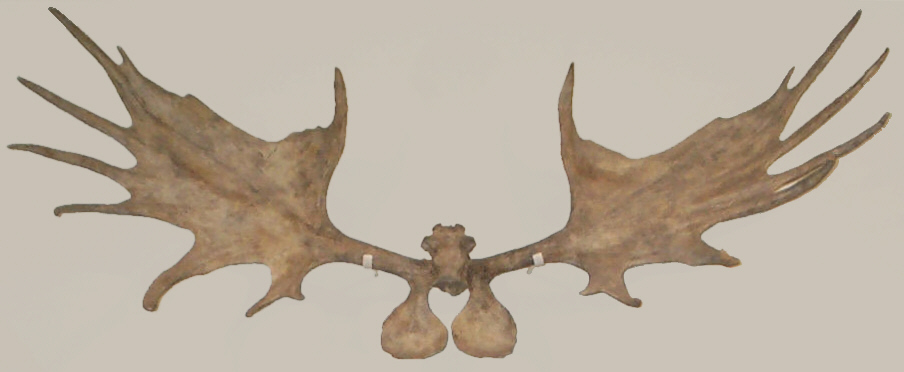
Geweih eines Riesenhirsches, Spannweite ca. 2,60 Meter

Das größte Exponat des Museums ist das 1910 in der Kiesgrube Sammet gefundene, rund 4 Meter hohe Skelett des Steinheimer Steppenelefanten (siehe Abbildung rechts; Inventarnummer 12837 des Stuttgarter Museums am Löwentor).
Die Geweihschaufel eines Riesenhirsches (Megaloceros giganteus subsp. inc.) stammt aus dem pleistozänen Schotter der Kiesgrube Sammet und wurde 1937 gefunden (siehe Abbildung rechts; Inventarnummer 18270 des Stuttgarter Museums am Löwentor).
Auch Reste von Europäischen Waldelefanten, Schädel von Auerochse, Wasserbüffel und Steppenbison sowie viele weitere Exponate sind heute im Museum zu sehen. Die meisten Funde stammen aus den kalt- und warmzeitlichen Terrassenschottern der nahegelegenen Flüsse Murr und Bottwar.

### Ausstellungsräume

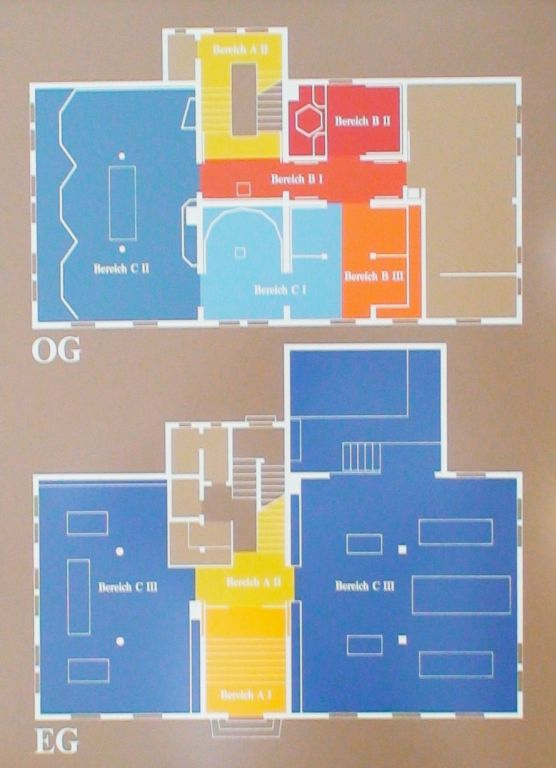
Ausstellungsplan

Das Museum mit insgesamt 340 Quadratmetern Ausstellungsfläche besteht aus mehreren Räumen auf zwei Etagen. In der unteren Etage befinden sich Fundstücke pleistozäner Großsäuger, während in der oberen Etage die Entwicklung der Frühmenschen dargestellt ist.

## Geschichte des Museums
Nach einem Beschluss des Steinheimer Gemeinderates vom 10. Juni 1966 konnte die Einweihung am 31. Mai 1968 stattfinden. Das Museum bestand zunächst nur aus einem einzigen Raum, einem ehemaligen Klassenzimmer in dem ehemaligen Schulhaus.
Bereits 1974 konnte das Museum durch einen Anbau erweitert werden. Im Jahr 1983, nach dem Umzug der Stadtbücherei in ein anderes Gebäude, wurde es nochmals vergrößert und völlig neu gestaltet.

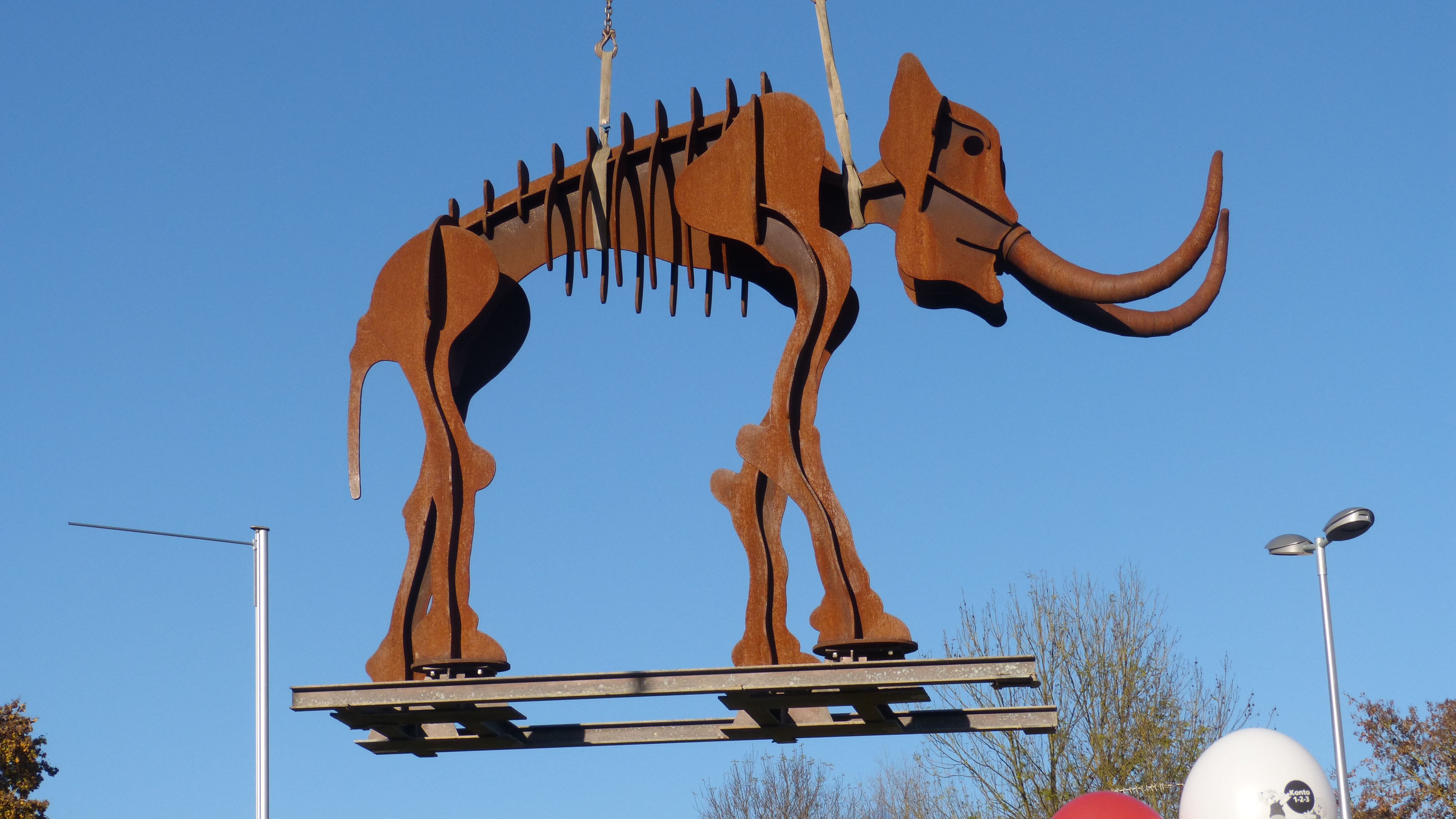
Der stählerne „Steppi“ beim Umzug zum neuen Standort (2014)

Im Jahr 2009 erarbeitete eine Projektgruppe am Institut für Kulturmanagement der Pädagogischen Hochschule Ludwigsburg Vorschläge zur Professionalisierung der Museumsarbeit. Eine Studentin erfand den Spitznamen „Steppi“, der den Steinheimer Steppenelefanten zu einer Identifikationsfigur für Kinder machte und zu einem Markenzeichen der Stadt Steinheim wurde. Ein weiterer Vorschlag war, einen Förderverein zu gründen, was in nur wenigen Monaten umgesetzt wurde. Im Jahr 2010, zum 100-jährigen Jubiläum des Fundes des Steinheimer Steppenelefanten, veranstaltete der Förderverein ein „Steppi-Fest“ in Steinheim. Dabei wurde auch ein „Steppi“-Stahlskelett im öffentlichen Raum enthüllt. 850 Stunden waren für Planung und Bau der vier Tonnen schweren Stahlskulptur aufgewendet worden. Im Jahr 2014 wurde sie in die Mitte eines neuen Kreisverkehrs versetzt, ein Schülerchor trug dazu ein „Steppi“-Lied vor. Der Förderverein entwickelte immer wieder Angebote und Materialien für Kinder und Erwachsene, organisierte Vorträge und weitere Veranstaltungen. Im Jahr 2013 wurde das 80-jährige Fundjubiläum des Steinheimer Urmensch-Schädels gefeiert. Das Museum nahm regelmäßig am Internationalen Museumstag im Mai mit besonderen Angeboten teil, ebenso am Marktplatzfest und am Sommerferienprogramm der Stadt.
Im März 2017 wurde die in Paris lebende Künstlerin Elisabeth Daynès beauftragt, ein lebensecht wirkendes Modell der Steinheim-Frau zu erschaffen, das anschaulich demonstrieren soll, wie ihr ganzer Körper ausgesehen haben könnte. Am 5. November 2017 wurde die fertige Skulptur im Museum enthüllt. Die Kosten betrugen insgesamt 45.000 Euro, davon wurden 30.000 Euro durch eine private Großspende aufgebracht, die Stadt Steinheim beteiligte sich mit 10.000 Euro und der Förderverein mit 5.000 Euro. Die Museumsbesucher wurden aufgefordert, Vorschläge für den Namen des Kunstwerks zu machen. Im Mai 2019 wählte der Förderverein des Museums aus rund 200 Vorschlägen den Namen Homo Lisa aus, eine Kombination aus Homo und Mona Lisa.
Seit dem Jahr 2021 gibt es im Museum Führungen per Audioguide und einen „Medientisch“ mit digitalen Texten, Bildern und Kurzfilmen.